# Montizetes rarisetosus
Montizetes rarisetosus är en kvalsterart som beskrevs av Bayartogtokh 1998. Montizetes rarisetosus ingår i släktet Montizetes och familjen Oribellidae. Inga underarter finns listade i Catalogue of Life.